# Паяро вохристоволий
Паяро вохристоволий (Urocolius indicus) — вид птахів родини чепігових (Coliidae).

## Поширення
Вид поширений у саванах та відкритих лісах на півдні Африки. Птах трапляється вздовж атлантичного узбережжя від провінції Центральне Конго, по всій Анголі до Намібії, де він присутній у північній та південній частині та у внутрішній центральній частині країни, та до ПАР, де він широко поширений, також охоплюючи території Есватіні та Лесото. Птах також присутній у більшій частині Замбії та Зімбабве, у південно-східній та північно-західній Ботсвані, на півдні і півночі Мозамбіку. Також трапляється в деяких регіонах на півдні Танзанії та Малаві.

## Опис
Птахи завдовжки 29-37 см, з них на хвіст припадає 19-28 см. Вага 32-78 г. Голова та круди сіро-коричневі. На лиці є червона маска. Спина сіра. Хвіст та крила сіро-сині. Черево біле. Ноги червоні.

## Спосіб життя
Поза сезоном розмноження трапляється невеликими зграйками до двох десятків птахів. Живиться фруктами, ягодами, насінням. Сезон розмноження триває з червня по лютий. У гнізді 2-6 яєць. Інкубація триває два тижні. Обидва батьки піклуються про пташенят. Через 10 днів потомство покидає гніздо.